# (33049) 1997 UF5
1997 UF5 (asteroide 33049) é um asteroide da cintura principal. Possui uma excentricidade de 0.11554130 e uma inclinação de 6.38673º.
Este asteroide foi descoberto no dia 25 de outubro de 1997 por Piero Sicoli e Augusto Testa em Sormano.